# محمد عارف بك
محمد عارف بك (بالتركية: Mehmet Arif Bey) هو سياسي تركي، ولد في 1882 بأضنة في تركيا، وأُعدم شنقًا في 13 يوليو 1926 بإزمير في تركيا. انتخب عضو في البرلمان التركي.